# Тувин, Фёдор Владимирович
Фёдор Влади́мирович Ту́вин (3 июля 1973, Иваново — 13 мая 2013, Иваново) — советский и российский футболист, полузащитник. Мастер спорта России.

## Карьера
Воспитанник ивановского футбола (тренер — Владимир Белков). С 1991 по 1998 годы выступал за местный «Текстильщик». Был лидером команды в середине поля. Вместе с клубом выступал в первом и втором дивизионах.
О его игре вспоминает партнёр Тувина по «Текстильщику» Игорь Тихонов:
В 90-е годы это был моцарт ивановского футбола. Таких центральных полузащитников как Тувин не было и пока не видно в ивановском футболе. Таких умных и таких тонких. У него было отличное видение игры, хорошая техника. Он очень здорово читал и предвидел игру. Поэтому он и дошёл до высшей лиги и там не затерялся. Для Иванова это был выдающийся футболист.
В 1998 году полузащитник половину сезона провёл в вологодском «Динамо».
С 1999 по 2000 год Тувин играл в «Шиннике». В высшем дивизионе за ярославцев провёл 15 игр и забил 1 гол. Тувина вспоминает его друг и одноклубник по ярославской команде Андрей Гальянов:
Доброжелательность — вот его отличительная сторона. С Федькой Тувиным пересекался ещё в детских командах. На поле оба играли центральными полузащитниками и постоянно сталкивались лоб в лоб. А когда Федя оказался в Ярославле, то мы сразу сдружились, стали хорошими приятелями. Команда тоже хорошо его приняла. Тувин был открытым, порядочным, доброжелательным человеком. Он запомнился мне как тонкий, техничный футболист с хорошим пасом и видением поля. Слышал, что для ивановского футбола он значил очень многое. Примерно, как Борис Гаврилов для Ярославля.

В 2001 году футболист перешёл в пермский «Амкар», вместе с которым дошёл до полуфинала Кубка России.
Ненадолго вернувшись в родной «Текстильщик», Тувин уже в середине сезона перешёл в щёлковский «Спартак», за который не сыграл ни одной игры.
Следующий сезон игрок провёл в «Обнинске». Завершил карьеру футболиста в новомосковском «Доне».
13 мая 2013 года Фёдор Тувин скоропостижно скончался в Иванове. Похоронен на Богородском кладбище.